# テディ・リシェール
テディー・リシェール（Teddy Richert 、1974年9月21日 - ）は、フランス・ヴォクリューズ県アヴィニョン出身の元サッカー選手。ポジションはゴールキーパー。

## 経歴
1991年にトゥールーズFCでデビュー。1996年あたりからレギュラーに定着し、1999年にFCジロンダン・ボルドーに移籍。しかし、正GKユルリク・ラメの前に出番がなくリールにレンタル移籍したが、故障に苦しみ1試合の出場に終わった。
2001年にFCソショーに移籍してからは正GKを務め、2012年までの11年間でリーグ戦323試合に出場した。2006-07シーズンにはリーグ・アン最優秀GK賞を受賞している。2011-12シーズンを最後に現役引退した。

## 代表歴
世代別代表歴を持ち、2度フランス代表に招集されているが試合出場は訪れなかった。

## タイトル

### クラブ
ソショー
- クープ・ドゥ・ラ・リーグ ： 2004
- クープ・ドゥ・フランス ： 2007

### 個人
- リーグ・アン年間最優秀ゴールキーパー賞 ：2006-07

## 個人成績
| シーズン  | クラブ        | リーグ               | リーグ | リーグ |
| シーズン  | クラブ        | リーグ               | 出場   | 得点   |
| --------- | ------------- | -------------------- | ------ | ------ |
| 1993-94   | トゥールーズ  | ディヴィジオン・アン | 0      | 0      |
| 1994-95   | トゥールーズ  | ディヴィジオン・アン | 0      | 0      |
| 1995-96   | トゥールーズ  | ディヴィジオン・ドゥ | 0      | 0      |
| 1996-97   | トゥールーズ  | ディヴィジオン・ドゥ | 20     | 0      |
| 1997-98   | トゥールーズ  | ディヴィジオン・アン | 31     | 0      |
| 1998-99   | トゥールーズ  | ディヴィジオン・アン | 26     | 0      |
| 1999-2000 | ボルドー      | ディヴィジオン・アン | 0      | 0      |
| 2000-01   | リール (loan) | ディヴィジオン・アン | 1      | 0      |
| 2001-02   | ソショー      | ディヴィジオン・アン | 9      | 0      |
| 2002-03   | ソショー      | リーグ・アン         | 34     | 0      |
| 2003-04   | ソショー      | リーグ・アン         | 21     | 0      |
| 2004-05   | ソショー      | リーグ・アン         | 37     | 0      |
| 2005-06   | ソショー      | リーグ・アン         | 36     | 0      |
| 2006-07   | ソショー      | リーグ・アン         | 38     | 0      |
| 2007-08   | ソショー      | リーグ・アン         | 38     | 0      |
| 2008-09   | ソショー      | リーグ・アン         | 33     | 0      |
| 2009-10   | ソショー      | リーグ・アン         | 31     | 0      |
| 2010-11   | ソショー      | リーグ・アン         | 15     | 0      |
| 2011-12   | ソショー      | リーグ・アン         | 31     | 0      |